# Spathidexia reinhardi
Spathidexia reinhardi là một loài ruồi trong họ Tachinidae.